# Explosionskatastrophe von Paravur 2016
Koordinaten: 8° 48′ 45,4″ N, 76° 39′ 51,8″ O

Der Puttingal Devi-Tempel in Paravur

Die Explosionskatastrophe von Paravur ereignete sich am 10. April 2016 in Paravur (auch South Paravoor genannt), nahe Kollam im südindischen Bundesstaat Kerala. Sie forderte mehr als 100 Todesopfer, mehr als 350 Menschen wurden verletzt.

## Ereignis
Das Unglück ereignete sich gegen 3:30 Uhr Ortszeit während der Veranstaltungen zum siebentägigen Vishu-Fest zur Feier des Beginns des neuen Jahres nach dem Malayalam-Kalender, einer Variante des hinduistischen Kalenders. Am letzten Tag des Festes wird traditionell ein Feuerwerkswettbewerb zur Verehrung der Göttin Bhadrakali, einer verheißungsvollen, glückbringenden Verkörperung von Kali, abgehalten. In einem Gebäude nahe dem örtlichen Puttingal Devi-Hindutempel waren große Mengen an Feuerwerkskörpern für den kommenden Wettbewerb am 14. April 2016 gelagert worden. Zum Ereigniszeitpunkt hatte sich eine große Menschenmenge im und um den Tempel herum versammelt. Dabei wurden offensichtlich auch Feuerwerkskörper abgefeuert oder brennende Gegenstände verwendet, von denen einer im Lager der Feuerwerkskörper landete und dort eine Kettenreaktion und mehrere massive Explosionen auslöste. Der Tempel wurde dabei vollständig zerstört. Anwohner berichteten, dass Steine und andere Teile bis zu einen Kilometer weit vom Explosionsort geschleudert worden seien.
Bei dem Unglück wurden nach vorläufigen Informationen 106 Personen getötet und 380 verletzt. Der Chief Minister von Kerala Oommen Chandy begab sich zum Unglücksort und der indische Premierminister Narendra Modi kündigte dasselbe an. Mit ihm wurde ein Team auf die Behandlung von Verbrennungsopfern spezialisierter Ärzte aus Delhi erwartet.
Nach offiziellen Angaben war die Lagerung der Feuerwerkskörper entgegen den Anweisungen der Behörden erfolgt.